# Choi Seung-hee
Choi Seung-hee (최승희?, 崔承?, Choe Seung-huiLR, Ch'oe SŭnghŭiMR; 喜'; Jegok, 24 novembre 1911 – Corea del Nord, 8 agosto 1969) è stata un'attrice e ballerina coreana, figura importante della prima danza moderna in Corea, Giappone e Cina, che raggiunse la fama mondiale negli anni '30.

## Biografia
Choi nacque in una famiglia di classe yangban a Seoul, in Corea, durante il periodo coloniale, ed era conosciuta anche con la pronuncia giapponese del suo nome, Sai Shōki. Nonostante la politica giapponese di Sōshi-kaimei, una politica di cambiamento dei nomi coreani in nomi giapponesi, mantenne il suo nome di famiglia coreano, Choi. Sai è la pronuncia giapponese del carattere cinese per Choi e non era considerato giapponese. La pronuncia multipla dei suoi nomi mostra le complesse relazioni culturali esistenti all'interno dell'Impero giapponese. Quando era bambina, la sua famiglia si trovò ad affrontare problemi finanziari dopo che i giapponesi le avevano tolto le terre. Il loro unico reddito proveniva dai manoscritti del fratello Choi Seung-il.
Dopo essersi diplomata alla scuola superiore di Sookmyung all'età di 15 anni, cercò di diventare insegnante per aiutare la famiglia dal punto di vista economico. Si classificò settima tra 860 candidati, ma fu respinta a causa della sua età. Le fu detto di tornare un anno dopo.
Suo fratello, Choi Seung-il, le suggerì di unirsi a Baku Ishii per imparare l'arte della danza. Baku Ishii era un importante ballerino giapponese di danza moderna e balletto, e il padre di Kan Ishii, che divenne attore e compositore classico negli anni '40-'60. Choi Seung-il faceva parte della Korea Artist Proletariat Federation (KAPF) e aveva molti contatti sia in Giappone che in Corea con giornalisti e intellettuali. Questo gli permise di mettere in contatto Choi con Ishii, dato che anche Ishii lavorava per la KAPF. All'inizio Ishii esitava ad ammettere Choi come sua studentessa, in quanto riteneva che il pubblico coreano non apprezzasse la danza e pensasse che le sue esibizioni assomigliassero a quelle di un circo itinerante invece che a una troupe rispettata. Tuttavia, nel 1926, decise di accettarla perché pensava che la sua aggiunta avrebbe incoraggiato una migliore relazione tra Corea e Giappone. Choi rimase ipnotizzata dalle performance di Baku Ishii, soprattutto dalle sue espressioni di angoscia e tormento. Ishii accettò Choi e si offrì persino di insegnarle gratuitamente e di inviarla alla scuola di musica. Nella Corea dei primi anni Venti era raro che una famiglia con credenze e ideali confuciani conservatori permettesse ai propri figli di studiare danza. Dopo aver ottenuto il riluttante permesso dei genitori, Choi partì per il Giappone con Ishii, sua moglie, sua sorella e i suoi studenti il giorno successivo, il 25 marzo 1926.
Choi fu la seconda studentessa coreana di Ishii. Il primo fu Kang Hong-shik, che lasciò Ishii più tardi e divenne una star del cinema con un nome giapponese: il nipote materno di Kang Hong-shik è Choi Min-soo, che oggi è conosciuto come uno degli attori più acclamati della Corea del Sud. In un periodo di sentimenti anti-coreani accentuati dal movimento per l'indipendenza della Corea e da una falsa voce secondo cui l'etnia coreana avrebbe approfittato del Grande terremoto del Kantō del 1923 per commettere violenze, che scatenò il Massacro del Kantō contro i coreani, Ishii si dimostrò progressista e aperto ai coreani.
Sebbene il gruppo di danza si esibisse con successo e portasse molte entrate, aveva difficoltà finanziarie a causa dei debiti di Ishii. Non aveva uno stipendio sufficiente da dare ai suoi ballerini. Per pagare i debiti Ishii abbassò la qualità delle esibizioni in cambio della quantità. Choi e due ballerini giapponesi decisero di lasciare il gruppo.
Choi tornò in Corea e fondò il suo istituto di arte della danza chiamato 최승희무용예술연구소 (Choi Seung Hee Mu Art Research Institute). Aveva studenti coreani e giapponesi. Al suo ritorno, si trovò sotto i riflettori a causa delle implicazioni politiche e del peso del suo lavoro internazionale come ballerina coreana. Riviste e giornali scrivevano della sua danza occidentale, della sua danza all'estero e della sua vita personale in Corea. I media coreani avevano un grande interesse per il suo lavoro come danzatrice e come parte del fenomeno della "nuova donna". Era particolarmente soggetta ai pettegolezzi dei media in quanto donna non sposata. Choi si differenziava dal tradizionalismo, ma anche dalle nuove donne che identificavano specificamente la rottura del jeongjo (castità) come una pratica più moderna. Choi venne continuamente sottoposta al contraccolpo dell'opinione pubblica, in quanto ci furono diverse voci su di lei che commetteva atti di adulterio. Nonostante il desiderio di Choi di essere riconosciuta per lo sviluppo di nuove danze in Corea, la società coreana la considerava solo come parte della tendenza della 'nuova donna', contrapponendola all'ideale tradizionale di donna. Agli occhi di molti coreani era vista come un'intrattenitrice piuttosto che come un'artista moderna. All'inizio Choi non aveva intenzione di studiare la danza coreana, poiché la società coreana non considerava la danza come un'arte raffinata; al contrario, la danza era vista come un'umile forma di intrattenimento associata alla gisaeng (cortigiana).
Durante questo periodo in Corea, suo fratello le presentò il suo ex allievo, Ahn Mak, originariamente chiamato Ahn Pil-seung, studente della Università di Waseda. La coppia si sposò il 10 maggio 1931. Solo tre mesi dopo il matrimonio Ahn Mak fu arrestato per i suoi legami con i simpatizzanti comunisti e fu rilasciato il 15 ottobre. Ahn Mak si recò a Tokyo per gli esami del semestre invernale. Con il permesso di Ahn, Choi finanziò il suo istituto con il denaro guadagnato inviando i manoscritti di Ahn alle aziende giornalistiche. I finanziamenti furono ottenuti anche grazie alla sponsorizzazione dell'azienda di giornali The Dong-a Ilbo. Durante questo periodo in Corea Choi iniziò a esibirsi in danze popolari coreane. Ahn tornò temporaneamente dopo aver saputo della gravidanza di Choi. La loro figlia Ahn Seung-ja nacque il 20 luglio 1932. Choi sciolse il suo istituto: era attratta dalla metropoli giapponese dopo la fioritura culturale degli anni '30. Trovò opportunità lavorative e artistiche facendo appello al pubblico giapponese utilizzando le tradizioni coloniali. Ci furono anche controversie sulla stretta relazione di Choi con il governo imperiale giapponese. Ad esempio, nel 1929, la Sookmyung Girl's High School minacciò di considerarla un'ex allieva disonorata in risposta alla sua danza in un corpo di ballo giapponese. Questa relazione con il Giappone la rese interessante nella sfera pubblica, perché solo sette delle sue danze erano tradizionalmente coreane.
Tornò in Giappone con sua figlia e con un'allieva del suo istituto abbandonato, Kim Min-ja. Kim Min-ja voleva seguire Choi in Giappone e si offrì di lavorare come tata di Seung-ja. Choi continuò a studiare sotto Ishii e si distinse come ballerina di talento. Sviluppò le sue danze moderne ispirate alle danze popolari coreane, che erano state considerate da molti coreani come lavori di basso livello. Furono Ishii e Ahn a suggerirle di imparare le danze popolari coreane. Ishii presentò Choi a Han Song-joon, che insegnò a Choi altre danze coreane. In occasione di una gara di danza moderna ospitata da una rivista mensile 영녀계, Choi si esibì con le sue danze coreane, una delle quali era travestita da uomo e imitava artisticamente la danza da ubriaco di suo padre. Dopo la gara, alla fine di una delle sue esibizioni successive 풍랑을 헤가르고, si tolse la maschera con il volto di un uomo anziano sul palco.
Le organizzazioni teatrali in Giappone sostennero Choi e utilizzarono la sua immagine di donna coloniale. Utilizzarono la sua femminilità e la tradizione asiatica per creare un senso di sensibilità e superiorità dell'Impero. Si prevedeva che l'immagine della femminilità avrebbe giocato un ruolo nel colmare il divario tra le percezioni degli individui colonizzati e gli incontri tra coloni. Inoltre alleviava l'ostilità delle potenze occidentali nei confronti del militarismo giapponese in Asia. La traiettoria della carriera di Choi e i vari spazi in cui si è esibita hanno generato identità multiple e distinte, influenzate dai desideri del pubblico a cui erano destinate. I cambiamenti cronologici nella carriera di Choi e le tensioni nazionali che ha attraversato hanno dato un'idea delle contraddizioni all'interno dell'impero coloniale giapponese. La rappresentazione dell'immagine di Choi coincise con la rapida espansione dei media e dell'intrattenimento durante il periodo della guerra, utilizzando efficacemente la fama di Choi per un tornaconto politico. Il suo lavoro divenne un fenomeno culturale estremamente popolare nel Giappone dell'epoca, con l'imperialismo giapponese che giocava un ruolo fondamentale nel plasmare la cultura coloniale.
Choi e Ahn fecero una ricerca di testi storici sulle danze coreane dimenticate. Choi aveva già visto le danze con le spade degli sciamani e dei kisaeng in Corea. Cercava uno stile energico; Ahn trovò in una biblioteca i testi delle antiche danze militaristiche coreane con la spada.
Choi iniziò a lavorare come modella. Utilizzava il denaro guadagnato come modella per finanziare le sue esibizioni. Iniziò anche ad apparire nei musical. Ahn utilizzò il suo denaro, destinato alle tasse universitarie, per finanziare le esibizioni di Choi.
Ishii continuò ad avere problemi finanziari nel 1936. Per aiutarlo, Choi e i sei studenti di Ishii si esibirono a Taiwan. Le loro esibizioni in Giappone e a Taiwan ebbero tutte successo. Non molto tempo dopo il suo ritorno da Taiwan, Choi acquistò una villa a due piani a Tokyo.

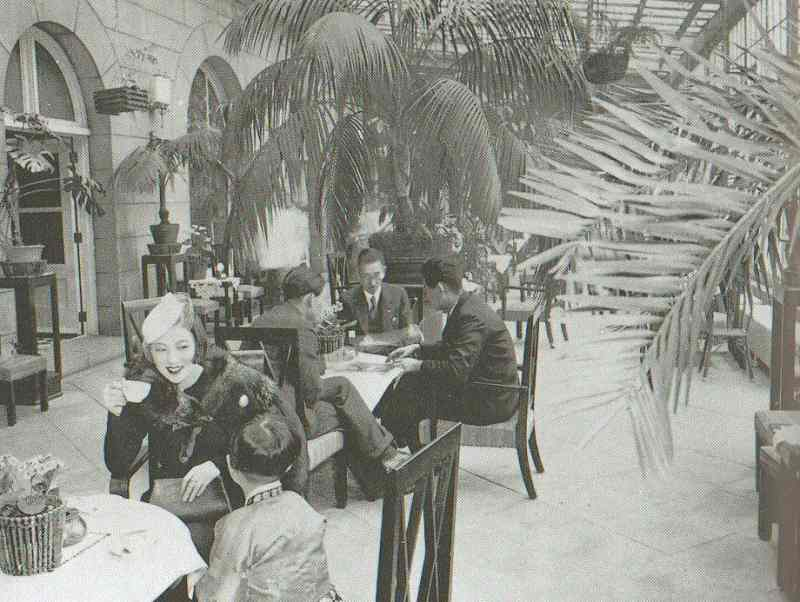
Choi Seung-hee beve una tazza di caffè presso l'Hotel Chosen (l'attuale Josun Hotel & Resort), in coreano: 조선호텔앤리조트) in Seoul, Korea, 1940

Choi fu sostenuta da numerosi intellettuali giapponesi, tra cui Yasunari Kawabata, e intrattenne una corrispondenza con Jean Cocteau e Pablo Picasso. Era anche una vocalist e realizzò registrazioni con la Nitro Records e la Kirin Records (a Manchukuo), prima di realizzare il suo album Garden of Italy del 1936 con la Columbia Records Japan.
Mentre Choi guadagnava fama in diversi Paesi e in Occidente, diversi critici giapponesi scrissero del lavoro di Choi. Critici Hanno elogiato il lavoro di Choi perché ritenevano che potesse rappresentare uno dei motti nazionali del Manciukuò, che chiedeva Cinque razze sotto un'unica unione. Anche il critico giapponese Natsuya Mitsuyoshi acclamò il successo di Choi in occasione del suo recital a Shanghai nel 1943. La definì una grande rappresentazione del popolo asiatico che cercava di formare la Grande Asia sotto il dominio giapponese. Choi si esibì come ballerina giapponese, ma si riteneva che simpatizzasse per la Corea e che fosse stimata dai coreani. Tuttavia, in seguito ricevette molte critiche in Corea del Nord per essersi assimilata alla danza sotto l'impero.

## Tour all'estero
Choi fu la prima danzatrice della Corea coloniale a esibirsi al di fuori del suo Paese, anche se il Giappone non permetteva che le danze esprimessero risentimento o resistenza verso l'Impero giapponese.[1] Nel 1937 le autorità militari giapponesi chiesero a Baku Ishii di organizzare spettacoli di danza come intrattenimento per le truppe giapponesi dopo l'inizio della guerra sino-giapponese. Questo portò Ishii e i suoi ballerini a viaggiare per Taiwan, Cina e Vietnam con i ballerini della Scuola di danza Ishii di Tokyo. Grazie a questo tour, gli studenti di Ishii si guadagnarono una grande reputazione durante la Seconda guerra sino-giapponese (1937-1945). In quel periodo, la danza non era solo una performance artistica. Le esibizioni di Choi giocavano con i confini limitati dalla lingua e dal dialetto. Le sue esibizioni servivano come vettori di propaganda nell'impero giapponese. La carriera di danza di Choi si svolse principalmente durante il periodo di guerra, in quanto ballò dai 16 anni fino alla metà dei 30 anni. Per questo motivo la sua carriera di ballerina si svolse sotto l'imperialismo giapponese e questo influenzò il trattamento che le fu riservato dalle autorità del suo Paese, quando risiedeva sia nella Corea del Sud che in quella del Nord. I critici hanno discusso sull'uso del lavoro di Choi per diffondere la propaganda e si preoccupavano di come i non coreani vedevano la Corea. Tale dibattito era stato generato dal fatto che il suo lavoro creava uno spazio socio-politico diverso. Era diversa dagli altri ballerini a causa della sua identità di ballerina coreana in una troupe giapponese.
L'11 gennaio 1938 Choi, Ahn e il suo pianista Lee Gwang-joon arrivarono a San Francisco. A quel punto, Choi e Ahn fecero ricerche su molte danze tradizionali diverse, tra cui la danza bosal (보살춤?). Le esibizioni di Choi avvennero a San Francisco (22 gennaio), a Los Angeles (2 febbraio - Ebell Theatre) e a New York (19 febbraio). Le reazioni del pubblico e le recensioni furono ottime. A New York assistette alle esibizioni dei famosi musicisti e ballerini di Broadway. All'inizio di novembre del 1938 personaggi famosi come Leopold Stokowski, John Steinbeck, Maurice Dekobra e Charlie Chaplin si recarono al Guild Theatre (oggi August Wilson Theatre) per assistere alle sue esibizioni. A causa dell'uso della pronuncia giapponese del suo nome quando si esibiva negli Stati Uniti, fu criticata come collaboratrice giapponese dai coreani del Movimento indipendentista coreano, ma il governo giapponese la considerò un'attivista per l'indipendenza coreana, dato che ai suoi spettacoli americani venivano offerti souvenir pro-indipendenza.
Choi e il suo gruppo lasciarono gli Stati Uniti il 17 dicembre 1938 e arrivarono a Le Havre, in Francia, il 24 dicembre. Le esibizioni si sono tenute in Francia (31 gennaio 1939), a Bruxelles (6 febbraio), a Cannes (26 febbraio) e a Marsiglia (1 marzo). Si esibirono in Svizzera a metà marzo e in Italia a fine marzo. A partire dal 1 aprile si sono esibiti nelle città più piccole della Germania meridionale. A metà aprile, sono stati ospitati nei Paesi Bassi. Tutte le esibizioni di Choi in Europa hanno conseguito recensioni entusiastiche. Secondo la lettera di Choi al suo studente, il suo cappello tradizionale (il 초립동 모자) divenne una tendenza di moda a Parigi. Nel 1939, in un concorso internazionale di danza a Bruxelles, in Belgio, Choi fu nominata come uno dei giudici insieme a Rudolf von Laban, Mary Wigman, Serge Lifar e Anton Dolin. Dopo questa competizione, Choi è stata invitata a esibirsi in un festival internazionale di musica e danza a L'Aia, nei Paesi Bassi. In seguito, si è esibita al Théâtre de Chaillot a Parigi. Tra il pubblico c'erano Pablo Picasso, Henri Matisse, Jean Cocteau, Romain Rolland e Michel Simon. Picasso fece un disegno di Choi e glielo regalò dopo la sua esibizione.
Le persone in Francia erano abituate alla situazione di tensione in Europa, che apprendevano dai giornali e dai notiziari radiofonici. Tutti coloro che Choi incontrò in Francia credevano che non ci sarebbe stata un'altra guerra mondiale. Per questo motivo, Choi e il suo gruppo decisero di rimanere nonostante l'avvertimento dell'ambasciata giapponese. Si aspettava di esibirsi in Italia, Germania settentrionale e Scandinavia. Quando la Germania invase la Polonia il 1° settembre 1939, la Francia dichiarò guerra alla Germania due giorni dopo. Mentre la guerra in Polonia infuriava, Choi e il suo gruppo iniziarono ad evacuare. Il loro piano originale era di evacuare in Italia. Questo prima che l'Italia si unisse alla Germania e al Giappone in un Patto Tripartito e prima che l'Italia dichiarasse guerra. Un impiegato del consolato generale di Marsiglia avvertì Choi che l'Italia avrebbe potuto dichiarare guerra e che una nave giapponese chiamata Hakone Maru, che trasportava circa 190 sfollati giapponesi, sarebbe arrivata il giorno successivo dall'Italia. Choi e il suo gruppo si imbarcarono sulla Hakone Maru e si rifugiarono negli Stati Uniti. Continuò il suo tour di esibizioni negli Stati Uniti, in Brasile, Uruguay, Argentina, Cile e Messico.
Nel 1943 Choi iniziò una serie di 130 spettacoli con l'obiettivo di confortare i soldati, noti come: tairiku imon, in Manciuria, Corea e Cina settentrionale e centrale. Alcuni critici postcoloniali in Corea sostengono che Choi fu costretta a servire i soldati dal regime coloniale giapponese.

## Ritorno in Asia
Tornò in Giappone. Il Giappone passò alla fase della guerra totale dopo l'attacco a Pearl Harbor della Marina imperiale giapponese. Tutte le esibizioni dovevano essere autorizzate dall'Esercito imperiale giapponese e, per sollevare il morale delle truppe, esibirsi per i militari divenne un requisito. A partire dal 16 febbraio 1942, Choi si esibì per gli eserciti giapponesi in Corea, Manciuria e Cina del Nord. Si è esibita in danze ispirate alla danza popolare coreana, oltre che in danze giapponesi, cinesi, indiane e di influenza siamese. Nel 1943 si è formata nel movimento dell'Opera cinese con Meilanfang a Shanghai e nel 1944 ha fondato l'Istituto di Ricerca sulla Danza Orientale a Pechino.
Il 15 agosto 1945, il Giappone si arrese e la Corea fu liberata. Choi si trovava in Cina in quel periodo. Ed era incinta. Fu testimone dei disordini della Guerra civile cinese. Rimase nascosta per paura di essere accusata di essere una sostenitrice del Giappone. Ahn andò in Corea del Nord. Choi andò in Corea del Sud. Sebbene fosse felice di rivedere sua figlia, fu rattristata dal fatto che i giornali sudcoreani accusassero Choi di essere una collaboratrice del Giappone. Chiese al Tenente generale degli Stati Uniti John R. Hodge un sostegno finanziario per le sue arti, ma non ottenne ulteriori dettagli da lui. Si recò da Rhee Syngman prima che fosse presidente. Lui non aveva il potere di aiutarla.
Si recò a Pyongyang, in Corea del Nord, con suo marito, che era un sostenitore attivo del Partito del Lavoro di Corea. Incontrò il presidente del ramo nordcoreano del Partito Comunista Coreano Kim Il Sung, prima che diventasse il “Grande Leader”. Questo avveniva prima che Kim avesse un controllo saldo sulla Corea del Nord; quindi, era un periodo precedente alle epurazioni. Trovò Kim molto solidale. A quei tempi, Pyongyang era una città molto piccola, con pochi artisti. Kim Il Sung era appassionato di opere teatrali e pensava ai benefici politici che le arti pubbliche potevano dare. Accettò molti artisti. Choi fece in modo che i suoi figli la raggiungessero da Seul. Il nome di sua figlia fu cambiato in Ahn Sung-hee (안성희). Sebbene all'epoca Ahn Sung-hee fosse solo un'adolescente, era già cresciuta in altezza come sua madre e aveva già esperienza nell'esibirsi con lei. Choi creò una scuola di danza e ottenne una posizione ufficiale all'interno dell'Amministrazione nordcoreana. Il 25 luglio 1947, Choi inviò sua figlia, sua cognata e i suoi studenti a Praga, in Cecoslovacchia, per esibirsi in un festival internazionale di danza giovanile. Nel dicembre 1949, dopo la fondazione della Repubblica Popolare Cinese, Choi e i suoi ballerini, compresa la figlia, si esibirono a Pechino per i leader culturali nell'ambito dello scambio culturale socialista. Un giornalista dell'Associated Press chiese a Choi perché non si esibisse all'estero come faceva di solito. Choi rispose che probabilmente ne avrebbe avuto la possibilità in futuro, ma aggiunse: “Sono un uccello intrappolato in una gabbia per uccelli”.
Nel maggio 1950, Choi, sua figlia e un centinaio di artisti vennero inviati a Mosca per esibirsi. Mentre si trovavano a Mosca, il 25 giugno 1950, la Corea del Nord invase la Corea del Sud. L'invio degli artisti fu un piano di Kim per nascondere la sua intenzione di invadere. In precedenza, Kim aveva ricevuto il permesso da Iosif Stalin di invadere e il 30 marzo 1950, Kim si recò a Mosca per ottenere la finalizzazione del sostegno di Stalin alla guerra di Kim. Kim ottenne carri armati T-34/85, artiglieria, aerei militari e il suo esercito rinforzato superò quello della Corea del Sud di tre a uno. Dopo Mosca, si esibirono a Leningrado (oggi San Pietroburgo), Kiev e Novosibirsk. La Guerra di Corea era in corso quando tornarono in Corea. Nell'ottobre 1950, Choi, suo figlio e i suoi studenti furono evacuati in Cina, dove si esibirono. La figlia li raggiunse più tardi, dopo essere stata separata durante la guerra.

### Danza classica cinese
Choi fu determinante nello sviluppo della Danza Classica Cinese e della Danza Cinese-Coreana, la Cina nord-orientale ha una minoranza coreana, guidando un progetto per estrarre gli elementi di danza dall'Opera cinese. Al suo ritorno a Pechino, Choi lavorò con gli artisti dell'Opera cinese Mei Lanfang, Han Shichang e Bai Yunsheng per analizzare i movimenti dell'Opera cinese come elementi di partenza per lo sviluppo della danza classica cinese. L'artista di danza cinese e direttore del CAD Dance Ensemble, Chen Jinqing, identificò il lavoro di Choi come un modello per il campo della danza cinese, in quanto prendeva il materiale popolare locale e lo elevava utilizzando tecniche coreografiche moderne. Nel gennaio 1951 il Ministero della Cultura cinese invitò Choi a trasferire il suo istituto di danza a Pechino. Il 15 marzo 1951 Choi aprì la sua accademia di danza a Pechino. Le fu richiesto di aggiungere le danze cinesi al suo curriculum. Il suo programma ha il merito di aver introdotto un modo di categorizzare la danza popolare e la danza classica, che si concentrava sulla fonte del materiale e non sull'età del materiale. Le danze popolari erano quelle eseguite dai contadini, spesso rurali, mentre le danze classiche erano quelle che si basavano sul movimento dell'Opera cinese. Questo continua ad essere un modo importante di classificare la danza in Cina oggi. Era molto conosciuta dai ballerini cinesi dell'epoca come una persona che ha influenzato profondamente il modo in cui veniva insegnata l'Opera di Pechino.
Nel luglio 1951 Choi portò il suo gruppo di danza a Mosca ad esibirsi. A partire dal 5 agosto le sue allieve, compresa la figlia, si esibirono in Germania Est. In seguito, Choi e il suo gruppo si esibirono in Polonia, Cecoslovacchia e Bulgaria. Nello stesso anno le fu chiesto di visitare Pechino per esibirsi per il premier cinese Zhou Enlai. Tornò in Corea del Nord quando la guerra era ancora in corso. Dopo l'Accordo di armistizio coreano, Choi creò la sua accademia di danza (국립최승희무용연구소) a Pyongyang. Inviò la figlia a studiare all'Accademia statale di coreografia di Mosca, a Mosca.
Il 25 febbraio 1955 il Ministro degli Affari Esteri della Corea del Nord Nam Il annunciò la necessità di normalizzare le relazioni con altri Paesi per la pace, indipendentemente dal sistema sociale: Nam Il era in precedenza il Generale dell'Esercito durante la Guerra di Corea. Propose uno scambio economico e culturale con il Giappone. Dieci delegati giapponesi per la pace visitarono la Corea del Nord nel maggio dello stesso anno. Tra i delegati c'era anche Ashihei Hino, un famoso scrittore. All'epoca in Giappone c'era un movimento per invitare Choi in Giappone. Dopo la visita dei delegati, altri giapponesi, tra cui Koreya Senda, Jukichi Uno e Tomoyoshi Murayama, incontrarono Choi a Pyongyang. Il governo e Ahn Mak temevano che Choi non sarebbe tornata dal Giappone se si fosse esibita lì. Non permisero a Choi di partire per il Giappone.
Sotto Kim Il Sung ci fu una lotta di potere tra Kim Chang-man e Han Sul-ya, in cui la parte di Han perse. Seguì un'epurazione. Ahn Mak era il braccio destro di Han Sul-ya. Ahn fu arrestato nell'aprile del 1959.

Nel 1967 fu epurata dal partito e scomparve dalla vista pubblica. Nell'ottobre 1999 un disertore di nome Kim Yong ha affermato che Choi era stata imprigionata nello stesso campo di concentramento (18호 관리소) in cui si trovava lui. Il 9 febbraio 2003 fu dato l'annuncio ufficiale che era morta nel 1969 e fu costruito un monumento che la proclamava "Attrice del Popolo".

## Film
- (EN) Han, Sung-Joon, Choi Seunghee: The Korean Dancer, Kultur, West Long Branch, New Jersey, Stati Uniti, 1998.

## Stili di moda

Seunghee Choi's Fashion in 1930s Korea

Gli stili di moda di Choi riflettono una miscela di estetica tradizionale coreana e modernità occidentale. Spesso incorporava elementi tradizionali come l'hanbok nelle sue performance, ma li adattava con tagli e tessuti contemporanei, mostrando la sua interpretazione unica dell'identità coreana.
Le sue scelte di moda non solo evidenziavano la sua espressione artistica, ma simboleggiavano anche i più ampi cambiamenti culturali che si verificavano in Corea in quel periodo, quando le donne iniziavano ad abbracciare stili moderni e a navigare nelle complessità dell'identità nazionale e della modernità.
Gli stili della moda occidentale di Choi mostravano una miscela di eleganza e modernità, riflettendo le tendenze della moda degli anni Trenta e Quaranta. I suoi abiti erano spesso caratterizzati da camicette sartoriali abbinate a gonne lunghe, enfatizzando una silhouette sofisticata.
Completava i suoi ensemble con lussuosi cappotti di pelliccia, che aggiungevano un tocco di glamour e calore. Choi era nota per i suoi accessori con cappelli alla moda, che erano popolari all'epoca e servivano a migliorare il suo aspetto chic.
Inoltre la scelta di scarpe a punta aggiungeva un tocco alla moda, enfatizzando le linee allungate dei suoi abiti.
Questa combinazione di elementi occidentali con il suo unico talento artistico ha contribuito al suo status di icona della moda tra le “Ragazze Moderne” della Corea.

## Galleria d'immagini

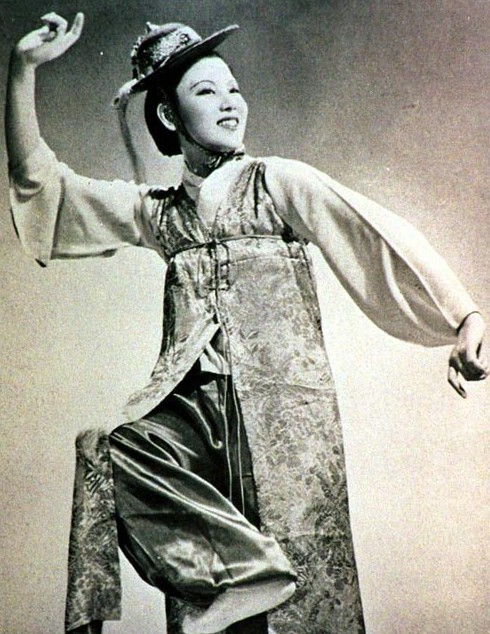
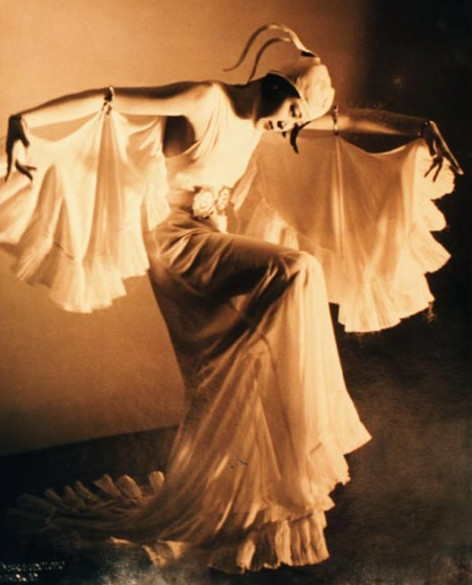
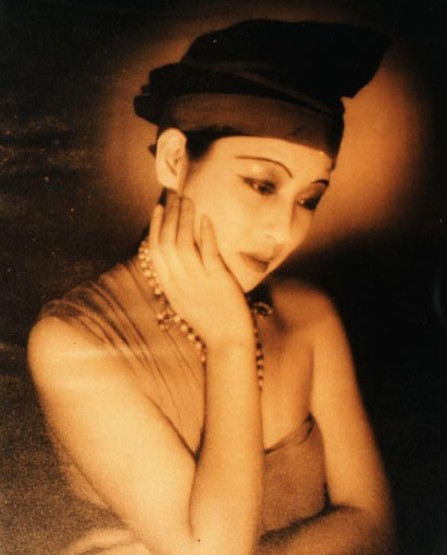
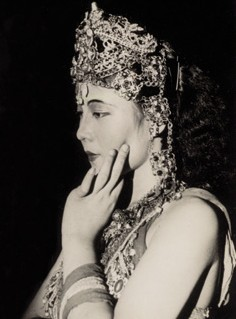
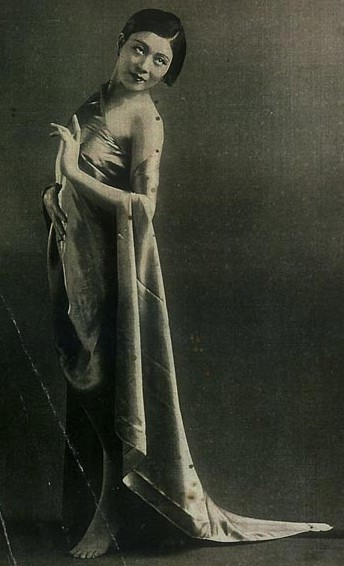
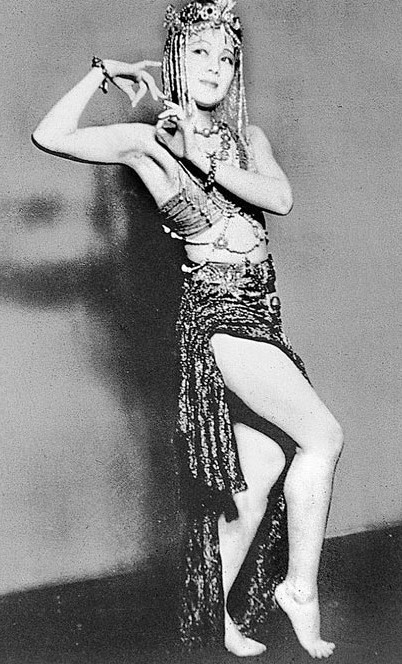
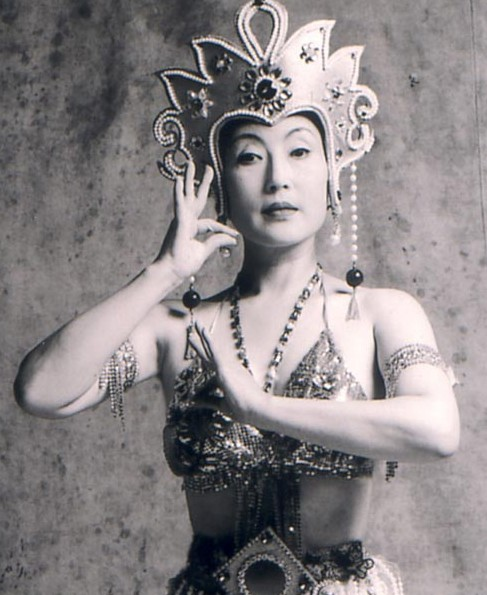
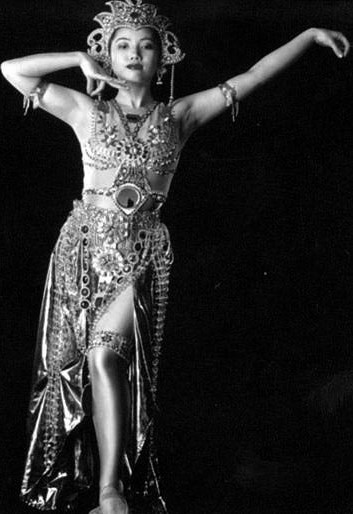
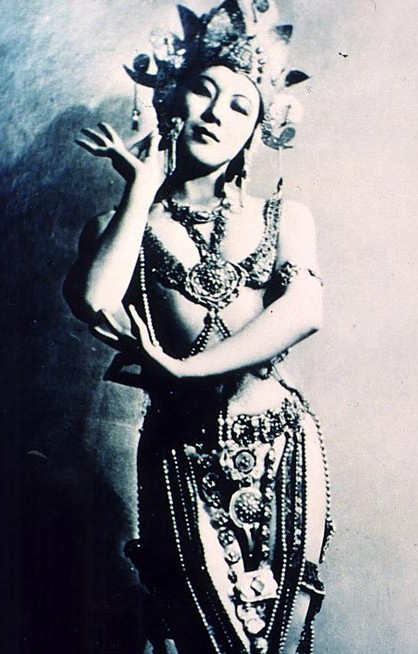
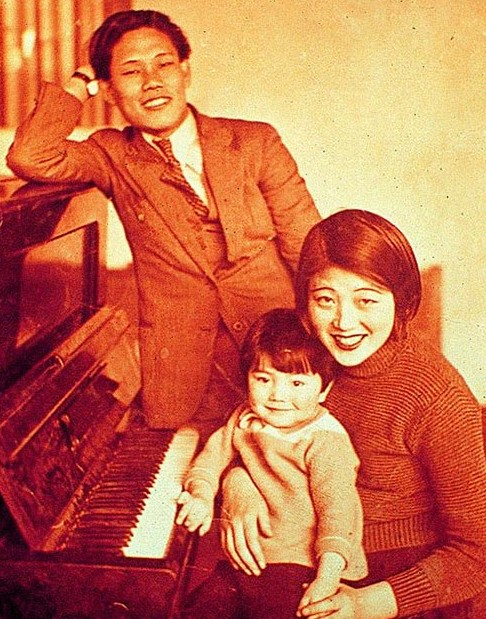

## Opere citate
- (EN) Hoshino, Yukiyo (2016-06-30), "Use of Dance to Spread Propaganda during the Sino-Japanese War", in Athens Journal of History, 2 (3),  pp. 193-198, DOI:10.30958/ajhis.2-3-3.
- (KO) Joon-shik Kang, ko:최승희 평전, Noonbit, 2012, ISBN 978-89-7409-709-7.
- (EN) Donald Knox, The Korean War: an Oral Story, Harcourt, 1981, ISBN 0-15-602792-5.
- (EN) Korean Artist Dances Tonight on Ebell Stage, in Los Angeles Times, Los Angeles, 2 febbraio 1938.
- (EN) S.J. Lee, The Emergence of Modern Girls in Colonial Korea: Gender, Modernity, and Nationalism, in Journal of Korean Studies, vol. 19, 2014,  pp. 247-270, 2.
- (EN) John Martin, Sai Shoki is Seen in Korean Dances: Young Oriental Artist Offers Her Second Program Here, in New York Times, 7 novembre 1938.
- (EN) S. M. Park, The Making of a Cultural Icon for the Japanese Empire: Choe Seung-hui's U.S. Dance Tours and "New Asian Culture" in the 1930s and 1940s, in Positions: East Asia Cultures Critique, vol. 14, 2006,  pp. 597-632, DOI:10.1215/10679847-2006-015, ISSN 1067-9847 (WC · ACNP), 3.
- (EN) Emily Wilcox, Revolutionary bodies : Chinese dance and the socialist legacy, Univ of California Press, 2019,  See profile a WorldCat, ISBN 978-0-520-97190-5, OCLC 1083233153.